# Kentuckykaffesläktet
Kentuckykaffesläktet (Gymnocladus) är ett växtsläkte i familjen ärtväxter med fem arter från Nordamerika och Asien. Arten kentuckykaffe (G. dioicus) odlas ibland som trädgårdsväxt i Sverige.